# Rádzsasztán
Rádzsasztán (hindi nyelven राजस्थान Rádzsaszthán, angolul Rajasthan) a legnagyobb területű indiai állam az ország ÉNy-i részén; csak kicsit kisebb, mint Németország.
Újraalakulása 1949. március 30-án történt, amikor a korábbi rádzsput hercegi államok (ismeretes még Rājputāna, csakúgy mint Rājwār néven) beolvadtak az indiai államba.

## Története
Rádzsasztán kezdetben egymással rivalizáló harcos rádzsput klánokból állt, akik a Naptól, a Holdtól és a tűztől származtatták magukat. A későbbi Indiának ezt a részét több mint 1000 éven át uralták. Bár kényszerházasságokkal és átmeneti szövetségekkel többé-kevésbé békében éltek, a büszkeség és függetlenség mindig elsődleges szempontjuk volt; idejük és energiájuk nagy részét egymás közötti civódással töltötték. Ez ahhoz vezetett, hogy nem tudtak összefogni a Mogul Birodalommal szemben, amely leigázta őket.
Ugyanakkor a rádzsputok érzéke a büszkeségre páratlan volt. A rádzsput harcosok akkor is bátran harcoltak, ha nem volt esélyük a győzelemre, és amikor meg kellett volna adniuk magukat, lovagias öngyilkosságot követtek el (dzsauhar). A harcosok felvették sáfrányszínű övüket, és rárontottak az ellenségre (akkor is, ha az a biztos halált jelentette), miközben az asszonyok és gyerekek halotti máglyán égtek el. A moguloknak természetesen nehézségeik voltak egy ilyen gondolkodású nép kormányzásával. Amikor a Mogul Birodalom lehanyatlott, a rádzsputok lassan kezdték visszakapni függetlenségüket, egészen a britek megérkezéséig. A legtöbb rádzsput állam szövetségre lépett a britekkel, ami lehetővé tette, hogy viszonylag önállóak maradhassanak, de ez politikai és gazdasági megszorításokkal járt.
A szövetség a britekkel végül a rádzsputok uralmának végéhez vezetett a 20. század elejére. Büszkeség és önfeláldozás helyett a maharadzsák anyagi javaikat arra fordították, hogy utazgattak a világban, és egész emeleteket béreltek ki luxushotelekben (maguk és személyzetük számára). Ez a pazarlás megfelelt a briteknek, de a társadalomra rendkívül hátrányos volt. Amikor India elnyerte függetlenségét (1947. augusztus 15.), a kontinensen Rádzsasztánban volt a legrövidebb a várható életkor, és a legnagyobb az írástudatlanok aránya.
India függetlenedése után a Kongresszus Pártnak meg kellett egyeznie ezekkel a névleg önálló rádzsput államokkal, hogy az új India létrejöhessen. Az uralkodók megtarthatták címeiket, ingatlanjaikat és helyzetükkel arányos éves illetményt kaptak az 1970-es évek elejéig, amikor is Indira Gandhi megszüntette a címeket és az ellátmányokat (ingatlanaikat is erősen korlátozta). Rádzsasztán ezután gazdasági fejlődésnek indult, de maga az állam még igen szegény volt.

## Népesség
Rádzsasztán vallási megoszlása (2011)
Az írástudás szintje a hagyományok miatt nagyon eltér a férfiak és a nők esetén (különösen vidéken). A férfiak esetén az írástudás 76%-os, míg a nők esetén 44%-os (2008). Ez jelentős emelkedés az 1961-es 18%-ról, és az 1991-es 39%-ról, de a 60%-os átlag elmarad az országos 65%-tól. A nemek közötti különbség országosan itt a legnagyobb.

### Nyelvi megoszlás
A lakosság zöme hindi nyelven beszél (91%), a maradék bhili (5%), pandzsábi (2%), és urdu (1%) nyelveket használja.

### Vallási megoszlás
A lakosság zöme hindu (88%), jelentős még a muszlimok száma (9%), a többi vallás követője elenyésző.
lásd még a vallás Indiában

## Főbb városok
A legnagyobb városok a 2011-es népszámlálás alapján:
| Rangsor | Város     | Népesség  | Rangsor | Város          | Népesség |
| ------- | --------- | --------- | ------- | -------------- | -------- |
| 1       | Dzsajpur  | 3.073.350 | 8       | Alvar          | 315.310  |
| 2       | Dzsódhpur | 1.033.918 | 9       | Bharatpur      | 252.109  |
| 3       | Kota      | 1.001.365 | 10      | Sikar          | 237.579  |
| 4       | Bíkánér   | 647.804   | 11      | Pali           | 229.956  |
| 5       | Ádzsmír   | 542.580   | 12      | Sri Ganganagar | 224.773  |
| 6       | Udaipur   | 451.735   | 13      | Tonk           | 165.363  |
| 7       | Bhilwara  | 360.009   | 14      | Kishangarh     | 155.019  |

## Közigazgatás

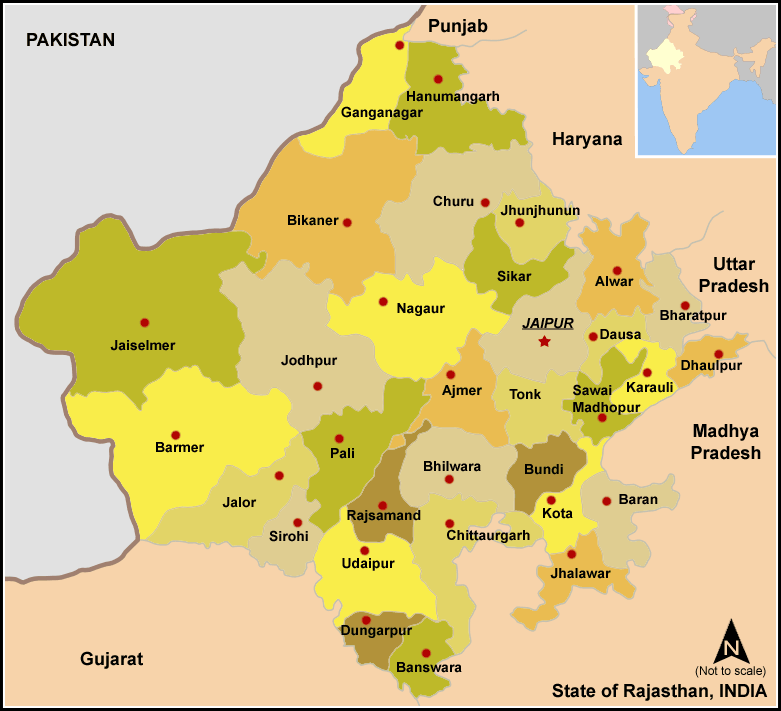
Radzsasztán kerületei és székhelyeik

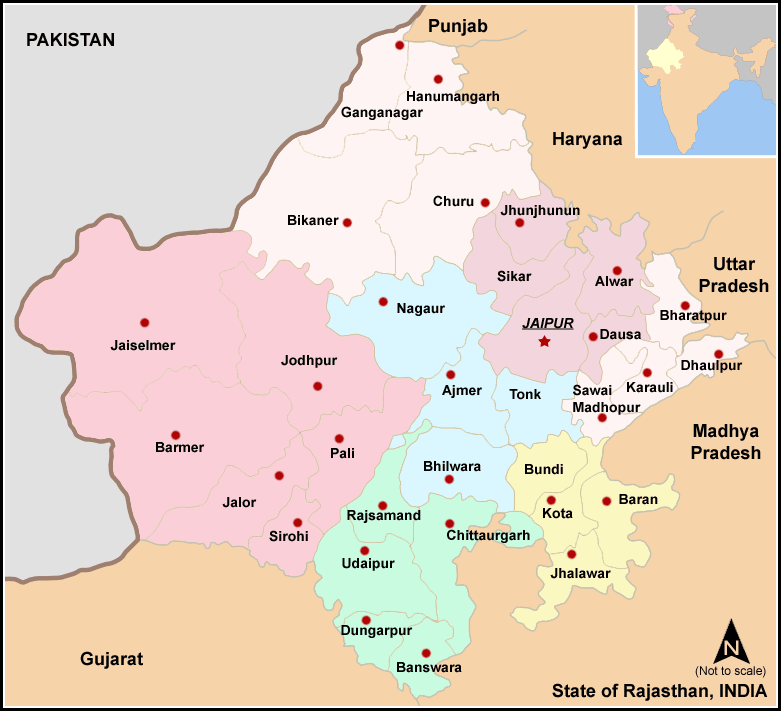
Rádzsaszthán közigazgatási körzetei

Az állam 33 kerületre és 7 körzetre van felosztva.
| Kerület        | Székhely       | Terület    | Népesség (2011) | Népsűrűség |
| -------------- | -------------- | ---------- | --------------- | ---------- |
| Ajmer          | Ádzsmír        | 8 481 km²  | 2 583 052       | 305 fő/km² |
| Alwar          | Alvar          | 8 380 km²  | 3 674 179       | 438 fő/km² |
| Banswara       | Banswara       | 4 522 km²  | 1 797 485       | 397 fő/km² |
| Baran          | Baran          | 6 992 km²  | 1 222 755       | 175 fő/km² |
| Barmer         | Barmer         | 28 387 km² | 2 603 751       | 92 fő/km²  |
| Bharatpur      | Bharatpur      | 5 066 km²  | 2 548 462       | 503 fő/km² |
| Bhilwara       | Bhilwara       | 10 455 km² | 2 408 523       | 230 fő/km² |
| Bikaner        | Bíkánér        | 30 239 km² | 2 363 937       | 78 fő/km²  |
| Bundi          | Búndí          | 5 776 km²  | 1 110 906       | 192 fő/km² |
| Chittorgarh    | Csitorgarh     | 7 822 km²  | 1 544 338       | 197 fő/km² |
| Churu          | Churu          | 13 835 km² | 2 039 547       | 147 fő/km² |
| Dausa          | Dausa          | 3 432 km²  | 1 634 409       | 476 fő/km² |
| Dholpur        | Dholpur        | 3 033 km²  | 1 206 516       | 398 fő/km² |
| Dungarpur      | Dungarpur      | 3 770 km²  | 1 388 552       | 368 fő/km² |
| Hanumangarh    | Hanumangarh    | 9 656 km²  | 1 774 692       | 184 fő/km² |
| Jaipur         | Dzsajpur       | 11 143 km² | 6 626 178       | 595 fő/km² |
| Jaisalmer      | Dzsaiszalmer   | 38 401 km² | 669 919         | 17 fő/km²  |
| Jalor          | Jalor          | 10 640 km² | 1 828 730       | 172 fő/km² |
| Jhalawar       | Jhalawar       | 6 219 km²  | 1 411 129       | 227 fő/km² |
| Jhunjhunu      | Jhunjhunu      | 5 928 km²  | 2 137 045       | 361 fő/km² |
| Jodhpur        | Dzsódhpur      | 22 850 km² | 3 687 165       | 161 fő/km² |
| Karauli        | Karauli        | 5 524 km²  | 1 458 248       | 264 fő/km² |
| Kota           | Kota           | 5 217 km²  | 1 951 014       | 374 fő/km² |
| Nagaur         | Nagaur         | 17 718 km² | 3 307 743       | 187 fő/km² |
| Pali           | Pali           | 12 387 km² | 2 037 573       | 164 fő/km² |
| Pratapgarh     | Pratapgarh     | 4 449 km²  | 867 848         | 195 fő/km² |
| Rajsamand      | Rajsamand      | 4 655 km²  | 1 156 597       | 248 fő/km² |
| Sawai Madhopur | Sawai Madhopur | 4 498 km²  | 1 335 551       | 297 fő/km² |
| Sikar          | Sikar          | 7 732 km²  | 2 677 333       | 346 fő/km² |
| Sirohi         | Sirohi         | 5 136 km²  | 1 036 346       | 202 fő/km² |
| Sri Ganganagar | Sri Ganganagar | 10 978 km² | 1 969 168       | 179 fő/km² |
| Tonk           | Tonk           | 7 194 km²  | 1 421 326       | 198 fő/km² |
| Udaipur        | Udaipur        | 11 724 km² | 3 068 420       | 262 fő/km² |

## Turizmus
Fő látnivalók:
- Dzsajpur
- Udaipur
- Dzsaiszalmer
- Ábú-hegy dzsaina templomai
- Rádzsasztáni hegyi erődök
- Dzsódhpur (Jodhpur)
- Ádzsmír (Ajmer) és Puskár (Puskhar)
- Ranakpur dzsaina temploma
- Bíkánér
- Búndí

## Galéria

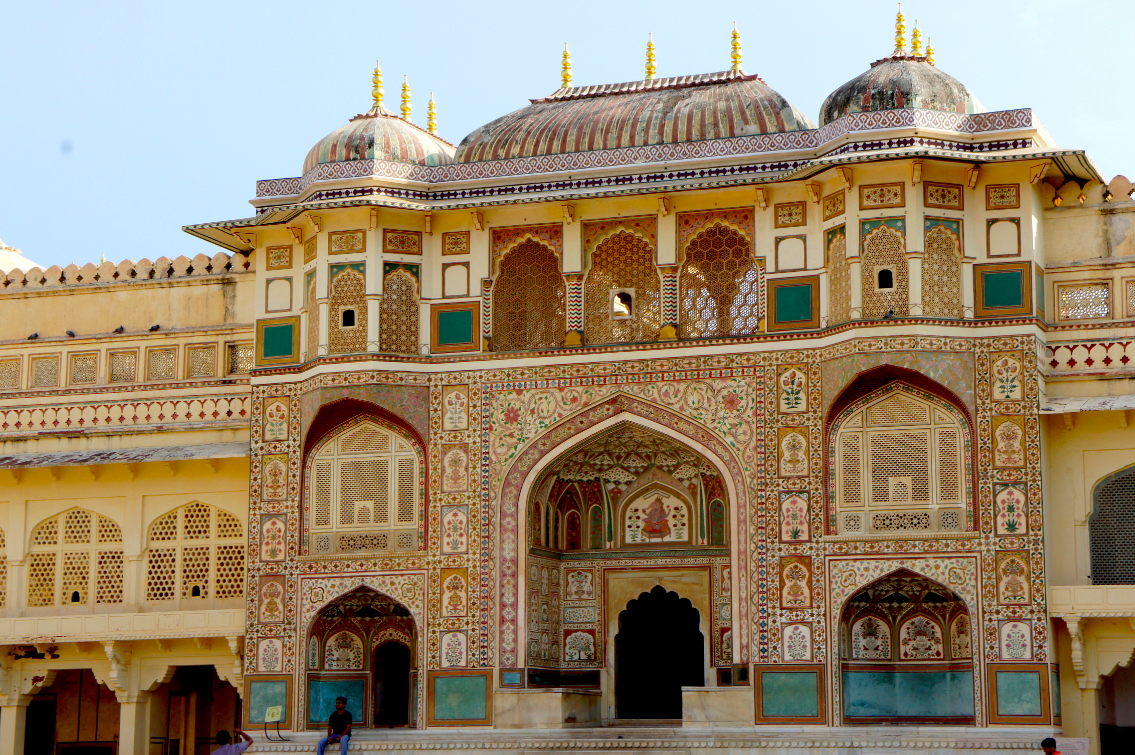
Ámbér-palota, Dzsajpur
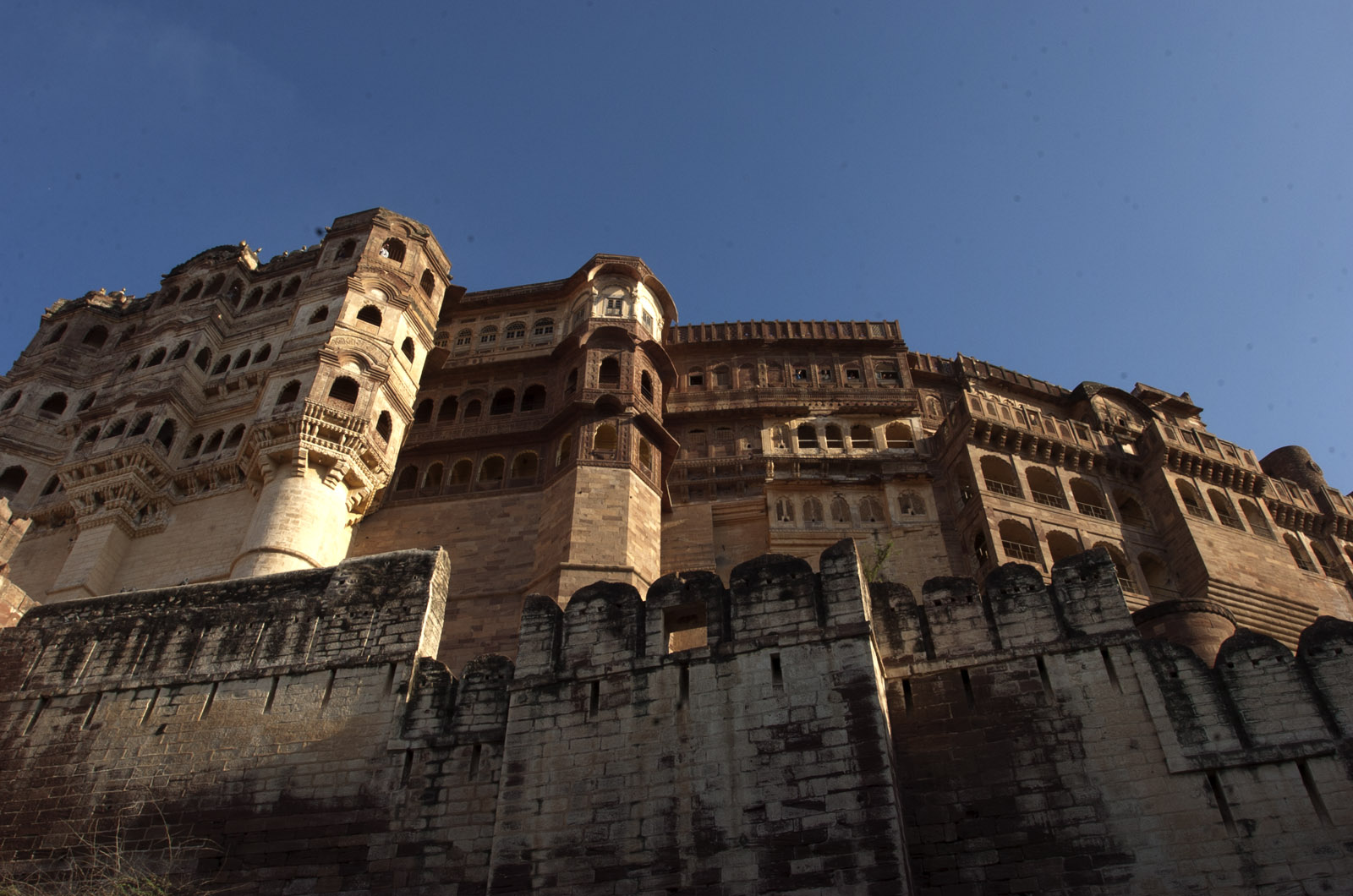
Dzsodhpur erődje
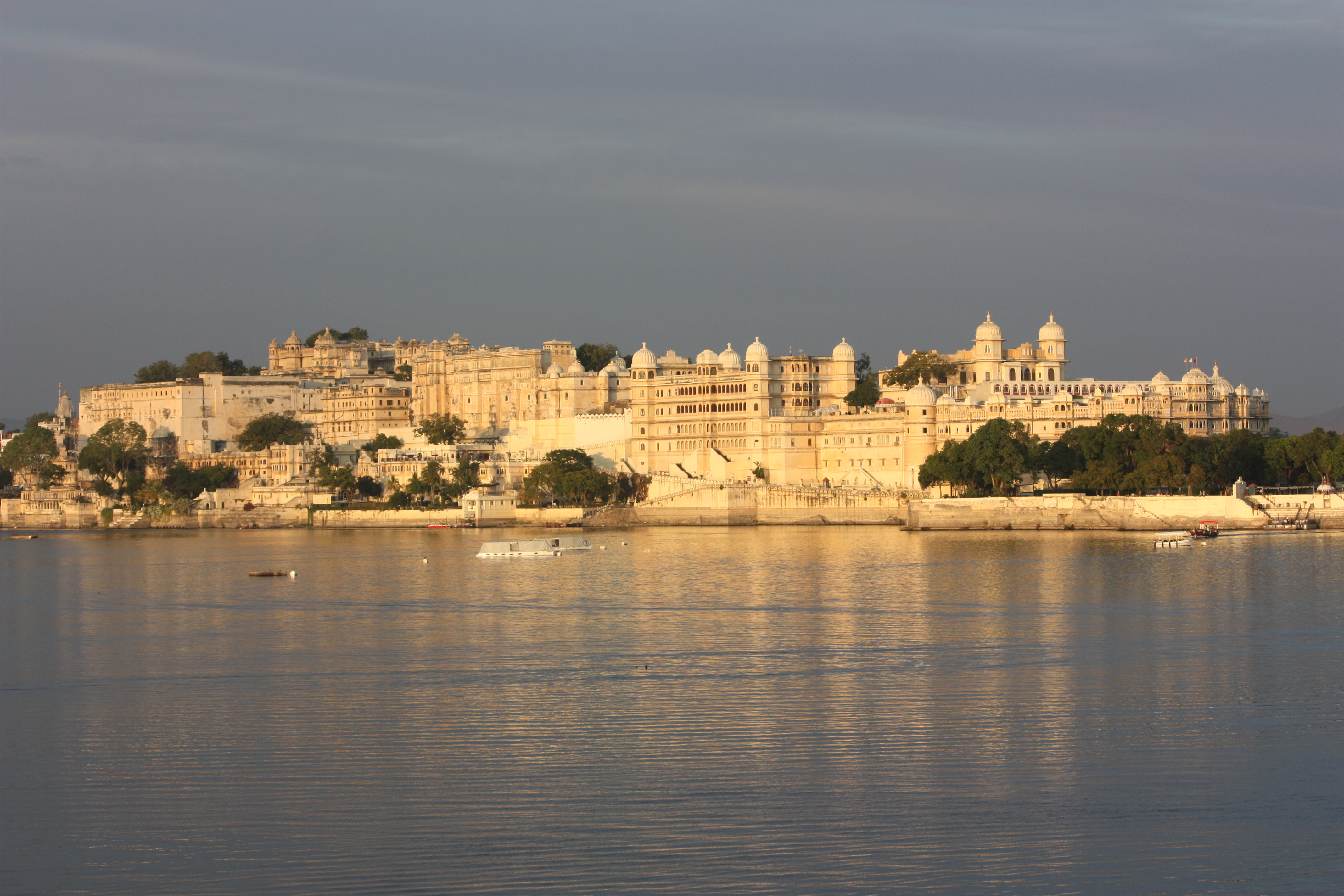
Udaipur
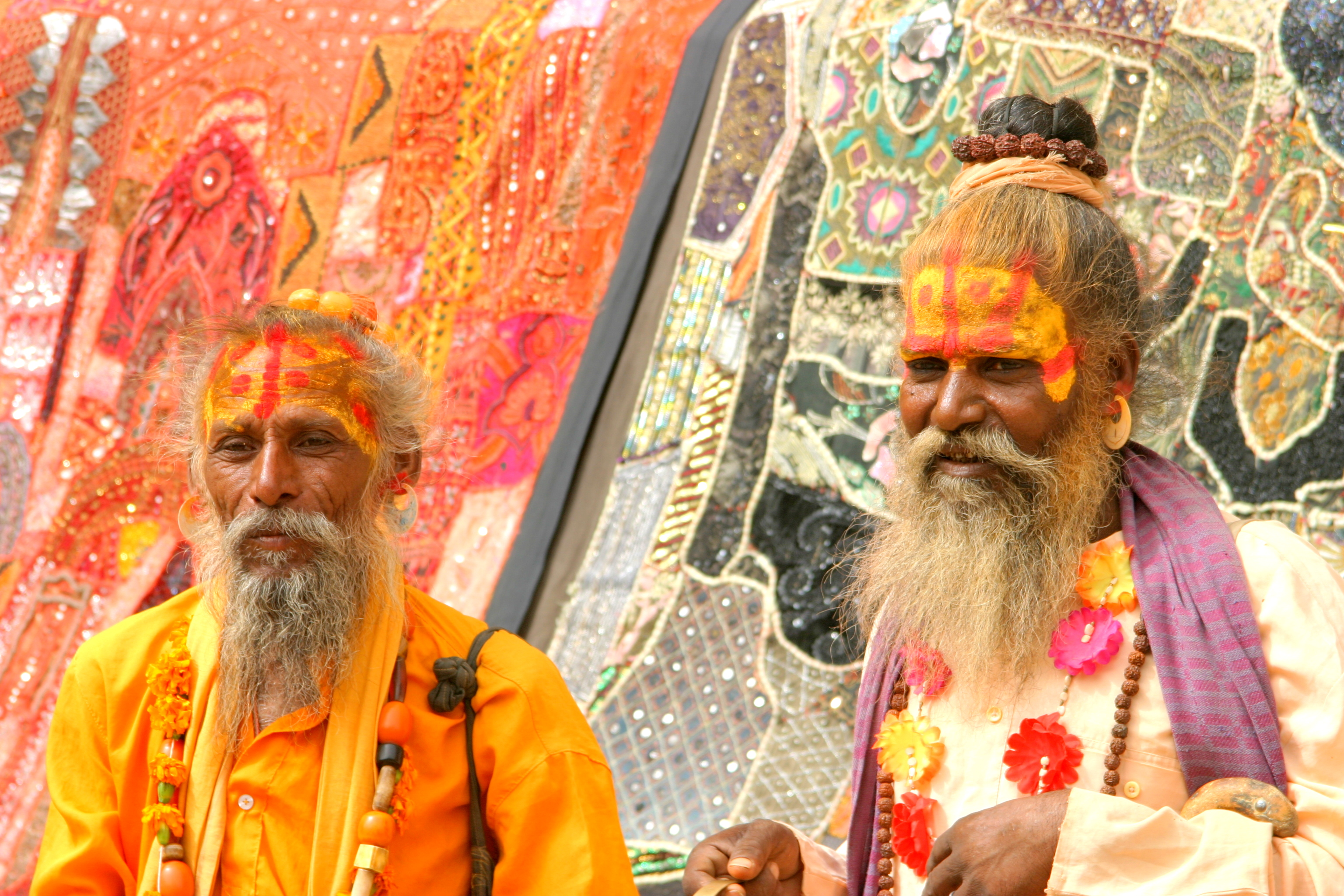
Szádhuk
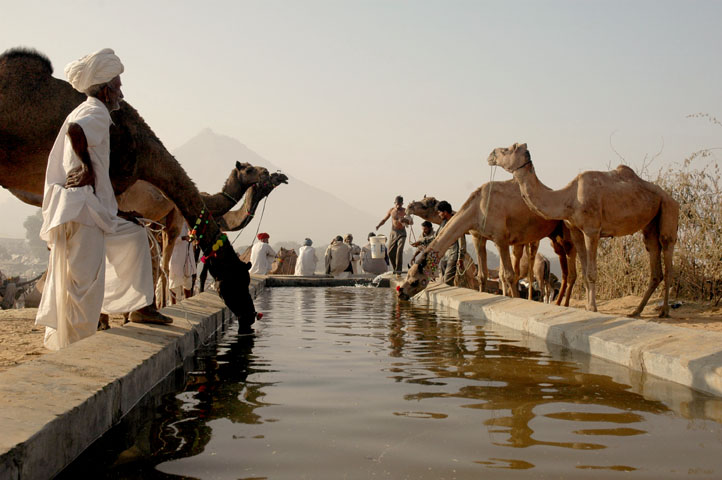
Pushkár
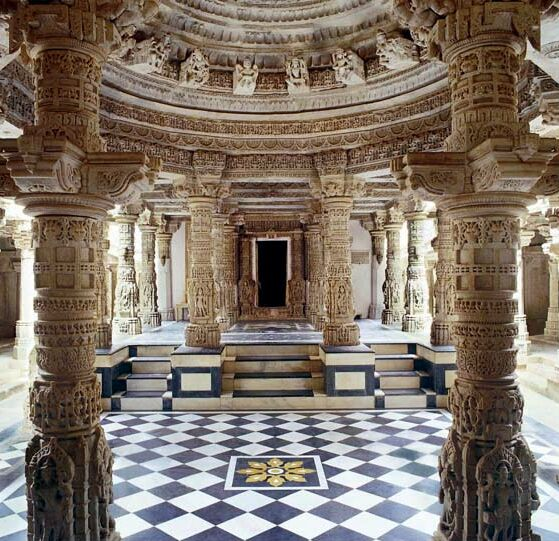
Abu-hegyi dzsaina templom
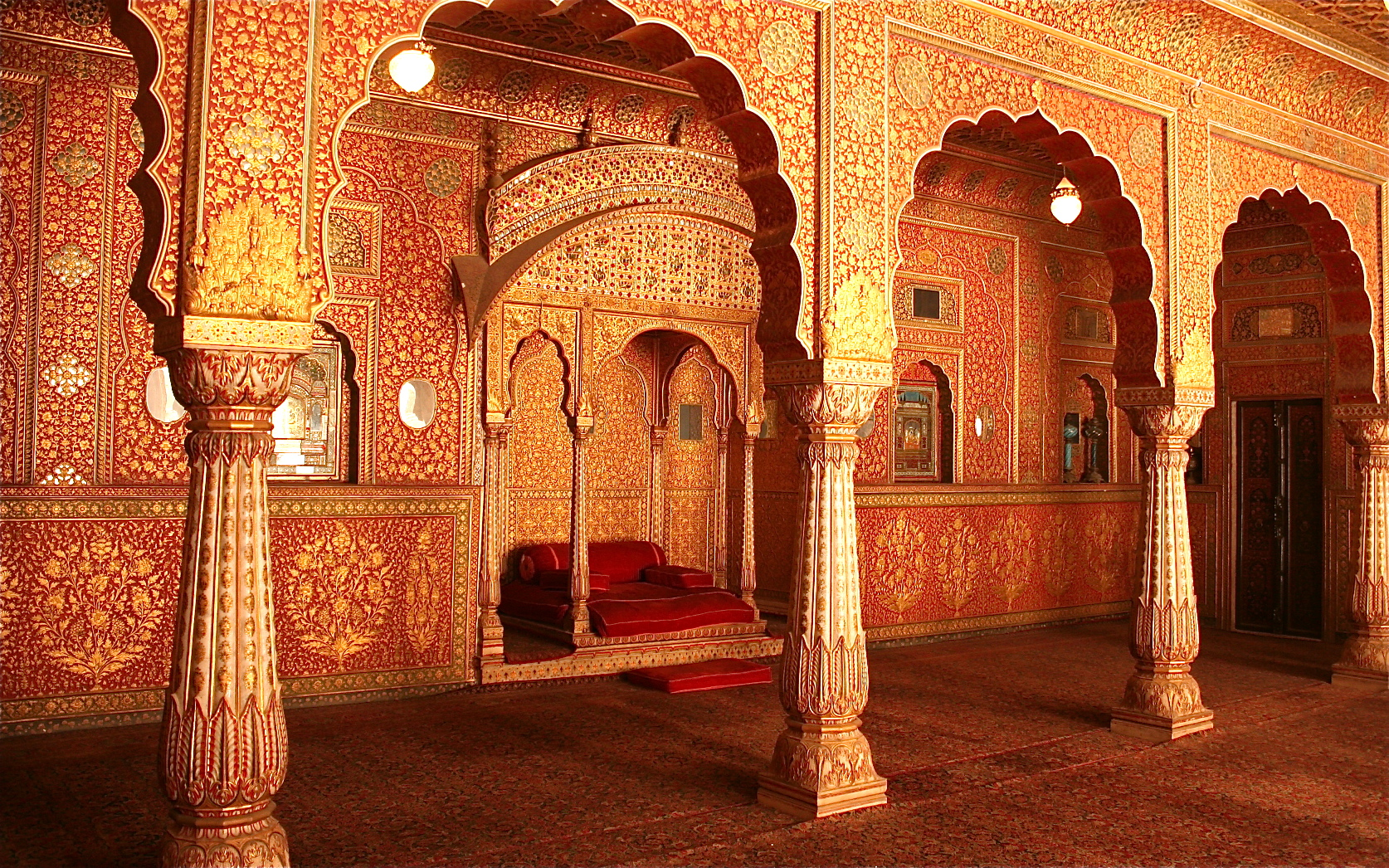
Bikaner, palota-belső
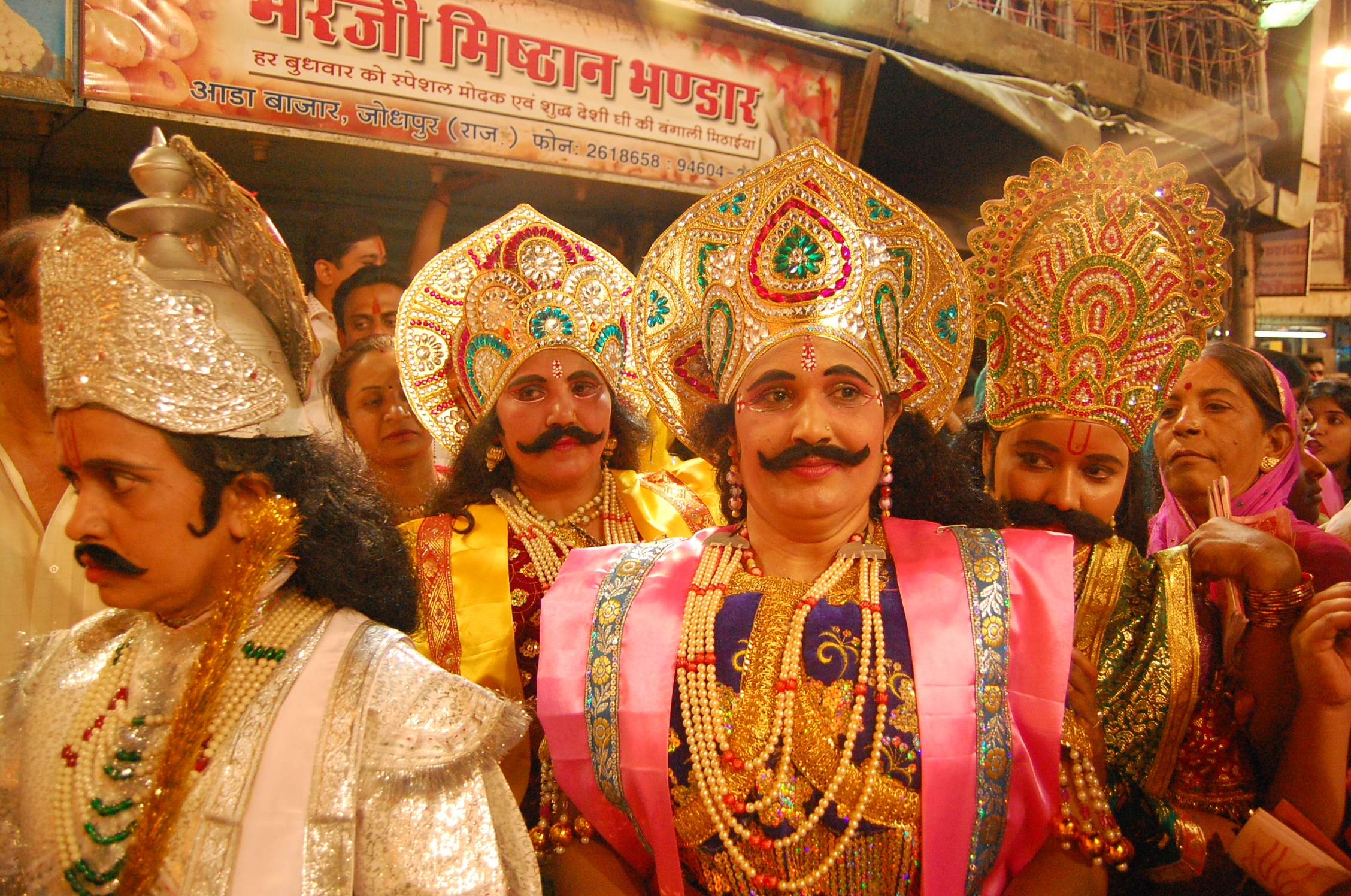
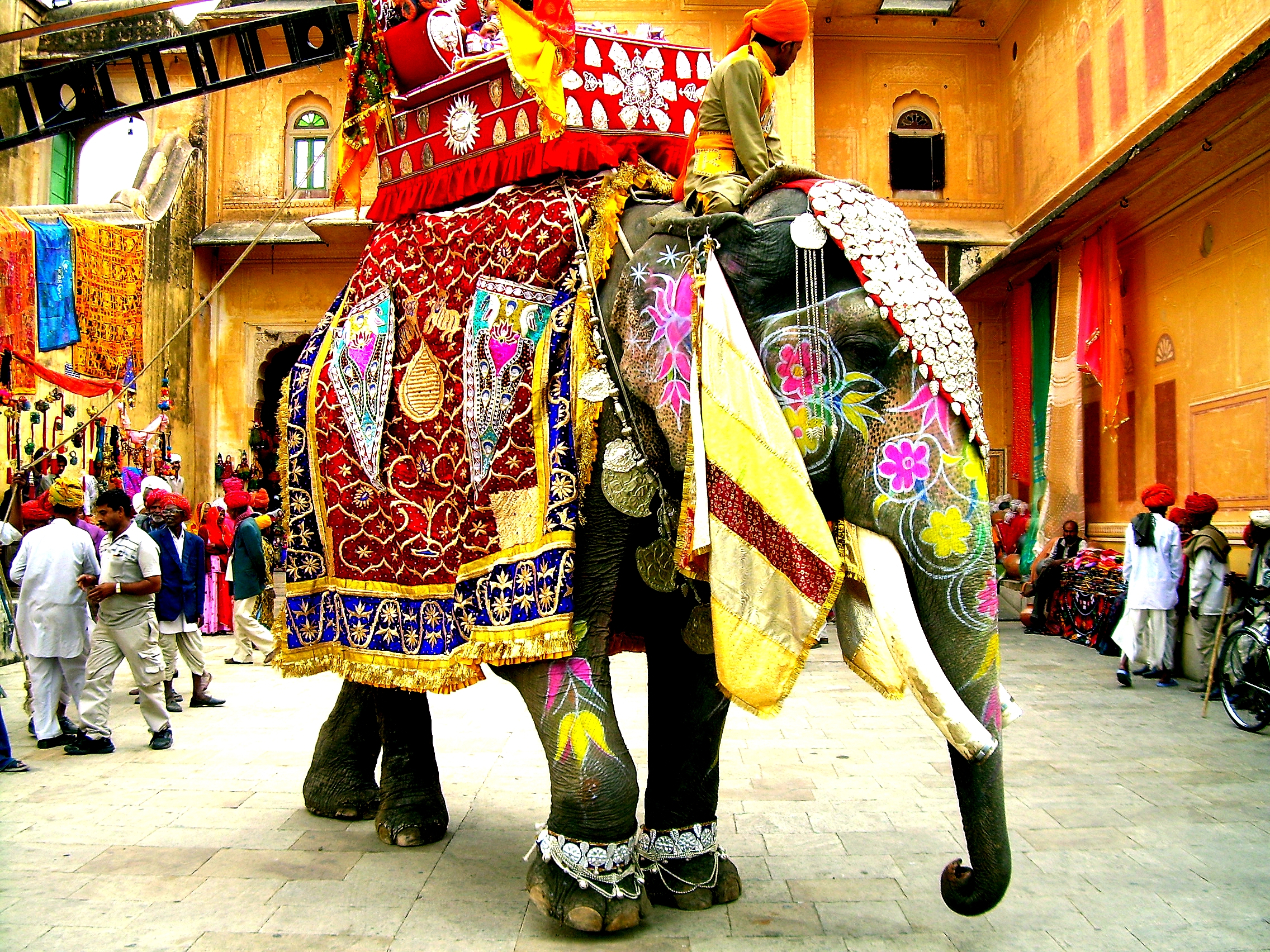

## Fordítás
- Ez a szócikk részben vagy egészben  a   Rajasthan című angol Wikipédia-szócikk fordításán alapul.  Az eredeti cikk szerkesztőit annak laptörténete sorolja fel. Ez a jelzés csupán a megfogalmazás eredetét és a szerzői jogokat jelzi, nem szolgál a cikkben szereplő információk forrásmegjelöléseként.